# إريك ماير (عالم فلك)
إريك ماير (بالألمانية: Erich Meyer)‏ هو عالم فلك نمساوي، ولد في 6 أغسطس 1951 في لينتس في النمسا.